# 松田喜一 (部落解放運動家)
松田 喜一（まつだ きいち、1899年2月20日 - 1965年2月8日）は、奈良県出身の部落解放運動家。部落解放同盟中央本部副委員長。野間宏『青年の環』の島崎のモデル。実弟は暴力団松田組初代組長の松田雪重。

## 略歴
奈良県山辺郡二階堂村嘉幡（現・天理市）の被差別部落に生まれる。1922年3月、全国水平社の結成に参加。1922年8月、大阪水平社を組織。全水青年同盟委員長や本部理事を歴任後、日本共産党に入り、1928年、三・一五事件で検挙され治安維持法違反で懲役4年の実刑判決を受けて下獄。出所後に高松差別裁判の糾弾などで活動。第二次大戦中は右翼的な部落厚生皇民運動で活動したが、特高警察からは偽装転向とみなされ検挙を受けた。
1945年8月、敗戦後の志摩会談に参加し、部落解放全国委員会を再建。部落解放同盟大阪府連合会委員長を経て中央副委員長を務めた。